# Muang Outhoumphon
Muang Outhoumphon är ett distrikt i Laos.   Det ligger i provinsen Savannakhet, i den centrala delen av landet, 300 km sydost om huvudstaden Vientiane.